# طومي فرانكلين روبنسون
طومي فرانكلين روبنسون هو سياسي أمريكي، ولد في 7 مارس 1942 في ليتل روك في الولايات المتحدة. نشط حزبياً في الحزب الديمقراطي والحزب الجمهوري. وقد انتخب عضو مجلس النواب الأمريكي ‏.